# Deutsche Fortschrittspartei (Österreich)
Die Deutsche Fortschrittspartei war eine deutschfreiheitliche Partei, die von 1896 bis 1910 in der österreichischen Reichtshälfte der Habsburgermonarchie bestand (in einzelnen Kronländern auch länger). 

## Geschichte
Die Gründung der Deutschen Fortschrittspartei vollzog sich zwischen Mai und November 1896. Hintergrund der Parteigründung war die Befürchtung der Deutschen, dass ihnen durch die Regierung Badeni in der Sprachenfrage eine Schlechterstellung drohe. Gewissermaßen präventiv versuchte man im Lager der freiheitlichen Deutschen, die sich politisch bislang in der Vereinigten Deutschen Linken gesammelt hatten, eine neue, schlagkräftigere politische Organisation zu schaffen. Am 29. Juni 1896 wurde für das Kronland Böhmen eine Deutsche Fortschrittspartei gegründet (unter dem Obmann Anton Pergelt), eine Woche später auch in Mähren und Niederösterreich, weitere folgten nach. Die Deutsche Fortschrittspartei sollte sich zunächst auf die Kronländer beschränken, die Abgeordneten im Reichsrat weiterhin der Vereinigten Deutschen Linken angehören. Im November 1896 erfolgte aber auch im Reichsrat der Bruch der Fortschrittspartei mit der Vereinigten Deutschen Linken.
Bei den Wahlen 1897 errang die Deutsche Fortschrittspartei 27 Sitze, vor allem in Böhmen. Durch Übertritte von der sich auflösenden Vereinigten Deutschen Linken wuchs die Fraktion auf 35 Abgeordnete an. Auf die Badenischen Sprachverordnungen reagierte die Fortschrittspartei – wie andere deutsche Parteien auch – mit der Obstruktion im Reichsrat und böhmischen Landtag. Die Wahlen des Jahres 1901 brachten für die Deutsche Fortschrittspartei im Reichsrat einen Rückgang der Sitze von 36 auf 32. In Böhmen, ihrem Stammland, erlitt die Partei eine schwere Niederlage zugunsten der Alldeutschen. In dem 1907 erstmals nach dem allgemeinen Wahlrecht gewählten Reichsrat wurde die Fraktion der Fortschrittspartei auf nur noch 15 Sitze halbiert. Nach der Wahl war der böhmische Abgeordnete Alois Funke (aus Leitmeritz) Klubobmann der Deutschfortschrittlichen Vereinigung im Abgeordnetenhaus. 
Im Dezember 1908 schloss sich die Fraktion der Deutschfortschrittlichen mit dem Deutschnationalen Verband (Deutsche Volkspartei und Deutsche Agrarpartei) und den Deutschradikalen zum Deutschen Nationalverband zusammen. Zunächst blieben die Einzelfraktionen unter dem Dach des Nationalverbandes noch bestehen. Im Februar 1910 allerdings wurden die Unterverbände aufgelöst, womit die Deutschfortschrittlichen endgültig im Deutschen Nationalverband aufgingen. Die Parteiorganisationen in einzelnen Kronländern bestanden aber noch fort, so in Mähren unter Heinrich d’Elvert (bis 1912) und in Böhmen unter Adolf Bachmann und ab 1914 Emil Pfersche. Nach der Trennung Böhmens, Mährens und Schlesiens von Österreich durch den Vertrag von Saint-Germain trat in der Tschechoslowakei 1919 die Deutsche Demokratische Freiheitspartei ihre Nachfolge an.